# Яникул
Яникул (лат. Mons Janiculus) — холм в Риме по правому берегу Тибра, в районе Трастевере (ныне Джаниколо).
Назван в честь бога Януса (двуликого бога входов и выходов) и легендарного царя Лация, обитавшего, по преданию, на этом месте. При царе Анке Марции (VII в. до н. э.) Яникул, обнесённый стеной, превратился в римскую крепость на этрусской земле. Соединялся с Римом свайным мостом.
На холме стоит монастырь Сант-Онофрио. Монастырь известен тем, что 25 апреля 1595 года в нём умер прославленный поэт Торквато Тассо. Ещё один монастырь — Сан-Пьетро-ин-Монторио — возведён там, где, по преданию, был распят апостол Пётр.